# Сенатор 21
«SEN 21» (при основании — «Сенатор 21», чеш. Senátor 21 — SEN 21) — чешская либеральная политическая партия.
Одна из целей партии является усиление позиций верхней палаты парламента как «Гаранта демократии», в случае неравномерного распределения политических сил в нижней палате парламента.

## Характеристика партии
Партия придерживается ценностей либеральной демократии с упором на верховенство закона и защиту прав человека. В её приоритеты также входят поддержка образования, активная гражданская позиция и активное участие сенатора в жизни его избирательного округа. Партия поддерживает нахождение Чехии в ЕС и НАТО.

## История
Партия была основана 19 декабря 2017 года Вацлавом Лаской, адвокатом, сенатором и бывшим членом партии Зелёных. Изначально партия создавалась для поддержки независимых кандидатов на выборах в Сенат Чехии.
В феврале 2019 года партия присоединилась к Европейской демократической партии.
В 2021 году партия была переименована  «SEN 21». На парламентских выборах в 2021 году партия поддержала центристскую коалицию Пираты и Старосты.
В 2022 году партия приняла участие в муниципальных выборах в муниципалитетах в Праге, Брно в Устецком крае. В 2023 году, председатель Вацлав Ласка, заявил что партия хочет «начать конкурировать как обычная партия», а также планирует принять участие в выборах в Европарламент. В марте 2024 года, партия заявила, что планирует принять участие в парламентских выборах в 2025 году, став «альтернативой для разочаровавшихся избирателей правящей коалиции».

## Результаты на выборах

### Выборы вСенат Чехии
| Год  | Первый тур | Первый тур | Второй тур | Второй тур | Мандаты | Мест в Сенате | +/- |
| Год  | Голоса     | %          | Голоса     | %          | Мандаты | Мест в Сенате | +/- |
| ---- | ---------- | ---------- | ---------- | ---------- | ------- | ------------- | --- |
| 2018 | 3 234      | 18,99      | 5 991      | 53,78      | 1 из 1  | 1 из 81       | ▲ 1 |
| 2018 | 33 860     | 3,11       | 24 250     | 5,80       | 1 из 27 | 2 из 81       | ▲ 1 |
| 2020 | 3 475      | 22,15      | 3 972      | 42,83      | 0 из 1  | 2 из 81       | ▬ 0 |
| 2020 | 32 884     | 3,30       | 25 071     | 5,55       | 2 из 27 | 3 из 81       | ▲ 1 |
| 2022 | 27 672     | 2,5        | 21 051     | 4,4        | 1 из 27 | 4 из 81       | ▲ 1 |

### Муниципальные выборы

#### Муниципальное собраниеПраги 5
| Год  | Голоса     | Голоса | Мандаты    | Мандаты | Коалиция |
| Год  | Количество | %      | Количество | ±       | Коалиция |
| ---- | ---------- | ------ | ---------- | ------- | -------- |
| 2022 | 105 102    | 10,75  | 4 из 41    | ▲ 4     | Да       |

#### Муниципальное собраниеПраги 13
| Год  | Голоса     | Голоса | Мандаты    | Мандаты | Коалиция |
| Год  | Количество | %      | Количество | ±       | Коалиция |
| ---- | ---------- | ------ | ---------- | ------- | -------- |
| 2022 | 55 799     | 9,53   | 3 из 35    | ▲ 3     | Да       |

#### Городское собраниеКлаштерец-над-Огржи
| Год  | Голоса     | Голоса | Мандаты    | Мандаты | Коалиция |
| Год  | Количество | %      | Количество | ±       | Коалиция |
| ---- | ---------- | ------ | ---------- | ------- | -------- |
| 2022 | 6 251      | 8,31   | 2 из 21    | ▲ 2     | Да       |

## Логотип партии

Логотип партии (2017—2021)
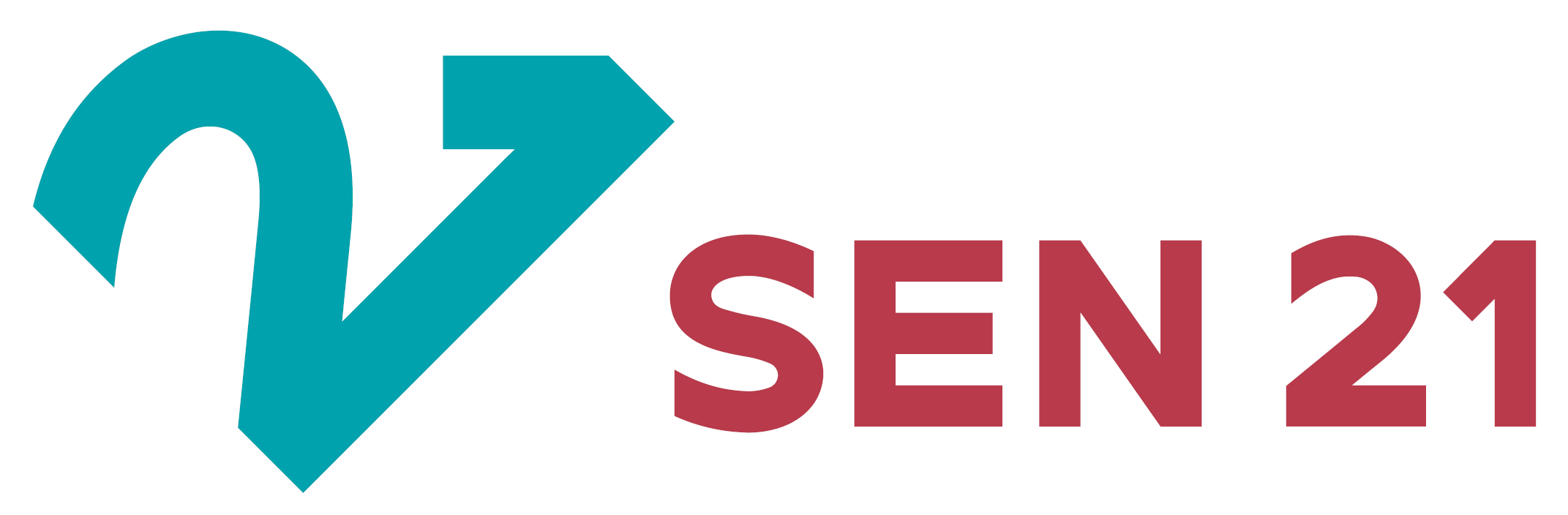
Логотип партии (2021—2024)
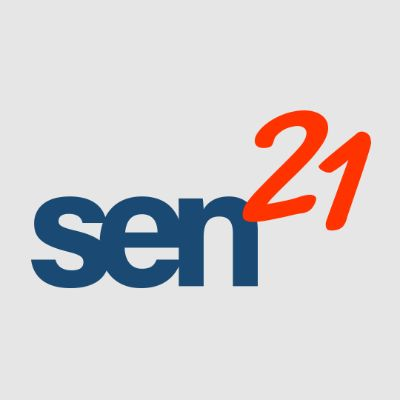
Логотип партии (с 2024)